# 베트남 여자 배구 국가대표팀
베트남 여자 배구 국가대표팀은 베트남을 대표하여 국가대항전에 참가하는 여자 배구 국가대표팀으로 베트남 배구 협회에 의해 운영된다.

## 역대 성적

### 아시아 선수권 대회
- 1991년 8위

### 아시안 게임
- 1962년 ~  2002년 불참
- 2006년 7위
- 2010년 ~  2014년 불참
- 2018년 6위
- 2022년 4위

### 동남아시아 경기 대회
- 2001년 은메달
- 2003년 은메달
- 2005년 은메달